# Julia Klöckner
Julia Klöckner, née le 16 décembre 1972 à Bad Kreuznach, est une femme politique allemande, membre de l'Union chrétienne-démocrate d'Allemagne (CDU). Elle est présidente du Bundestag depuis le 25 mars 2025.
Elle est élue députée fédérale de Rhénanie-Palatinat au Bundestag en 2002, et devient sept ans plus tard secrétaire d'État parlementaire du ministère fédéral de l'Agriculture.
Devenue en 2010 présidente de la CDU de Rhénanie-Palatinat, elle est investie cheffe de file pour les élections régionales de 2011. Le jour du scrutin, la CDU talonne le SPD au pouvoir depuis plus de quinze ans, mais ne peut accéder au pouvoir. Aux élections régionales de 2016, elle enregistre un certain recul tandis que les sociaux-démocrates se maintiennent une nouvelle fois au gouvernement.
En 2018, elle est nommée ministre fédérale de l'Alimentation et de l'Agriculture dans la troisième grande coalition d'Angela Merkel. Elle quitte le gouvernement en 2021, peu après sa réélection au Bundestag.

## Formation et carrière
Elle passe son Abitur en 1992 à Bad Kreuznach et entreprend aussitôt des études supérieures de sciences politiques, théologie catholique et de pédagogie à l'université Johannes Gutenberg de Mayence. Elle commence à travailler deux ans plus tard comme institutrice de religion dans une école primaire de Wiesbaden, achevant ses études en 1998 par l'obtention de son diplôme d'État de professeur du secondaire, spécialisé en théologie et éducation civique, et d'une maîtrise.
En 1999, elle entre comme stagiaire à la radio publique Südwestrundfunk et devient pigiste peu après. Elle y travaille jusqu'en 2001, tout en étant embauchée par le magazine Weinwelt au poste de rédactrice dès l'année 2000. En 2001, elle est nommée rédactrice en chef de Sommelier-Magazin, démissionnant un plus tard de son emploi à Weinwelt. Elle renonce à ses activités professionnelles en 2009.
Elle a par ailleurs été élue « reine » locale du vin (Naheweinkönigin) en 1994, puis « reine du vin » allemand (Deutsche Weinkönigin) un an plus tard.

## Vie politique

### Parcours militant
Adhérente de la Junge Union (JU), organisation de jeunesse de la CDU/CSU, et de la CDU à partir de 1997, elle est élue cinq ans plus tard au comité directeur régional de la JU de Rhénanie-Palatinat et au comité directeur fédéral de la Frauen Union (FU), mouvement de femmes de la CDU/CSU. En 2003, elle entre au comité directeur régional de la CDU de Rhénanie-Palatinat, dont elle a été désignée vice-présidente en 2006.
Le 25 septembre 2010, Julia Klöckner est élue présidente régionale du parti avec 96,9 % des voix, en remplacement de Christian Baldauf, qui devient l'un de ses deux vice-présidents. Lors du 23e congrès fédéral du parti, moins de deux mois plus tard, elle est élue membre de la présidence fédérale en recueillant 94,43 % des voix, soit le score le plus élevé du congrès. Elle est élue, le 4 décembre 2012, vice-présidente fédérale par 92,92 % des suffrages.

### Carrière fédérale

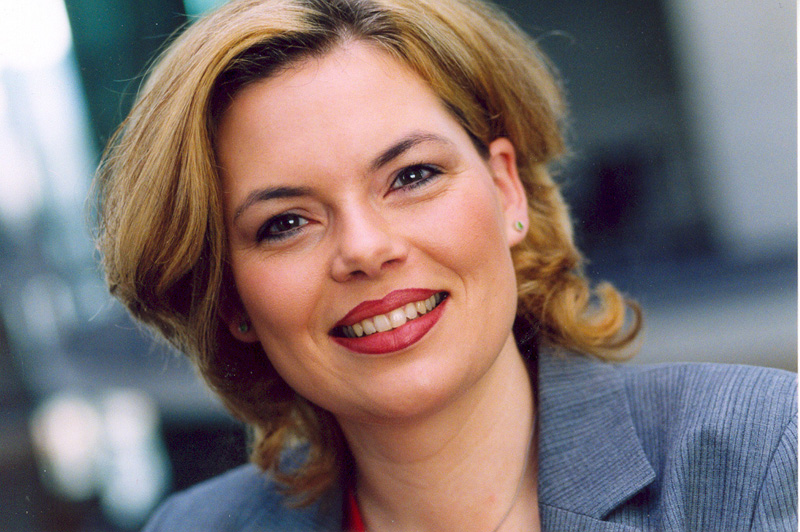
Julia Klöckner en 2006.

Elle est élue députée fédérale de Rhénanie-Palatinat au Bundestag au scrutin de liste lors des élections fédérales de 2002, et occupe un temps la vice-présidence du Junge Gruppe, qui réunit les plus jeunes députés fédéraux du groupe CDU/CSU. Réélue aux élections fédérales anticipées de 2005 dans la circonscription de Bad Kreuznach avec 43 % des voix, elle est ensuite désignée déléguée du groupe parlementaire pour la protection des consommateurs et la sécurité des aliments, puis devient membre de la direction du groupe en 2006. Un an plus tard, elle est élue vice-présidente du groupe de travail sur l'alimentation, l'agriculture et la protection des consommateurs au sein du groupe CDU/CSU.
Elle est de nouveau élue aux élections fédérales du 27 septembre 2009, avec 47 % des suffrages, puis nommée un mois plus tard secrétaire d'État parlementaire du ministère fédéral de l'Agriculture d'Allemagne auprès de la ministre, Ilse Aigner. Elle est remplacée le 15 février 2011 par Peter Bleser.

### En Rhénanie-Palatinat

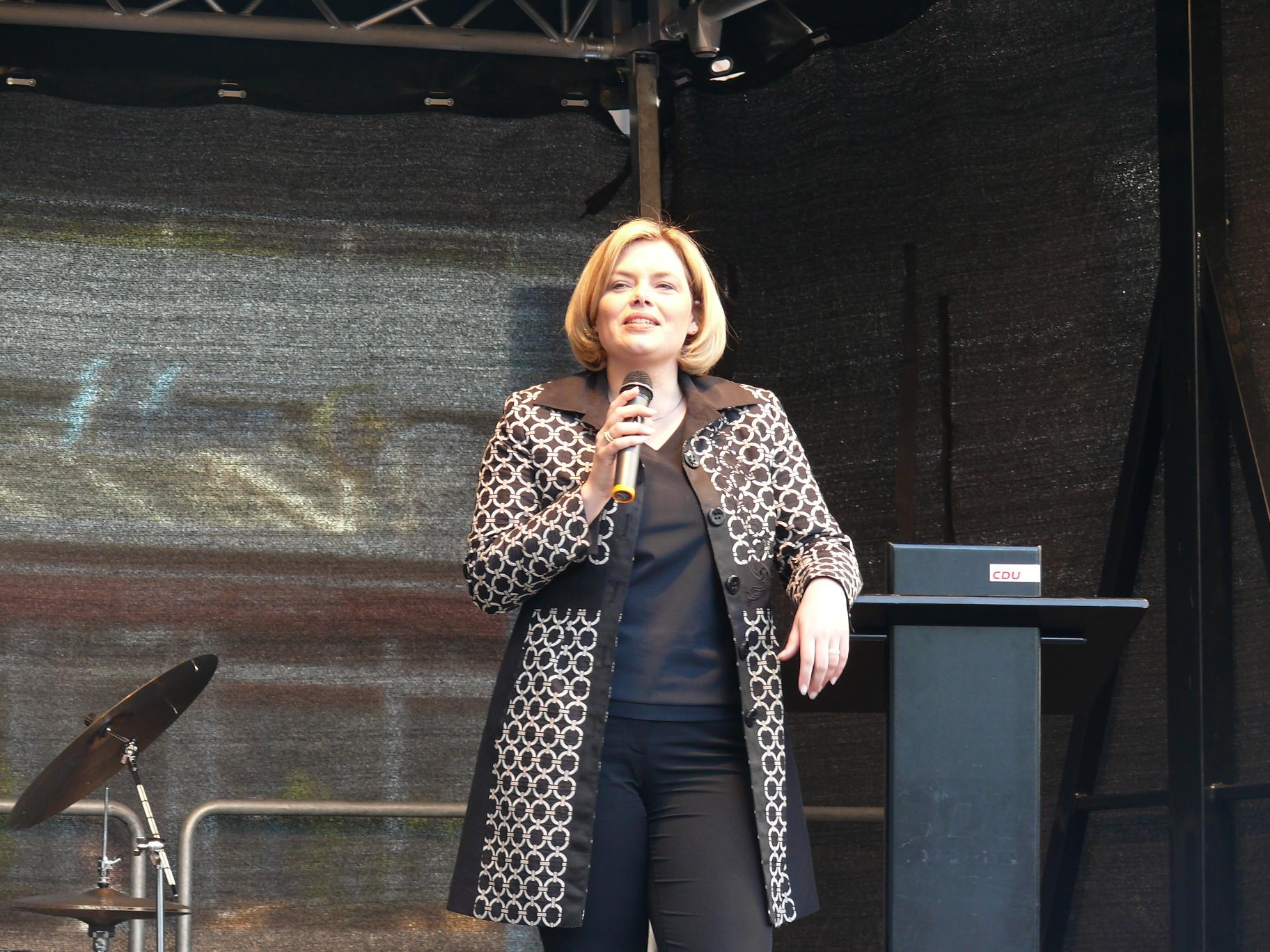
Julia Klöckner en campagne à Ludwigshafen, le 25 mars 2011.

#### Élections de 2011
Le 17 novembre 2009, Christian Baldauf, président de la CDU de Rhénanie-Palatinat depuis 2006, propose que Julia Klöckner soit chef de file (Spitzenkandidatin) aux élections législatives régionales du 27 mars 2011, renonçant ainsi à se porter candidat lui-même. Ce choix est ratifié par 400 voix sur 402, soit 99,5 % des suffrages, au cours d'un congrès régional organisé le 17 avril 2010. Elle doit donc affronter le ministre-président social-démocrate Kurt Beck, au pouvoir depuis 1994 et candidat à un cinquième mandat lors de ce même scrutin.
Au cours de son discours d'investiture à la présidence régionale de la CDU, le 25 septembre 2010, elle annonce, en cas de victoire, vouloir créer « un ministère dédié spécialement à l'évolution démographique, à la solidarité intergénérationnelle et à l'intégration » et prendre de « rigoureuses mesures d'austérité » pour réduire la « dette publique record » du Land. Accusant Beck d'un « incroyable gaspillage », elle fait savoir qu'elle fera du rétablissement des finances publiques « une priorité absolue » de sa campagne électorale. À trois mois du scrutin, elle ne recueille, dans les sondages, que 30 à 35 % de préférence pour diriger le gouvernement, soit environ vingt points de moins que son concurrent social-démocrate. Elle fait savoir, le 20 décembre, que son parti reconnaît avoir perçu quatre cent mille euros de subventions publiques indues lors de la campagne de 2006, qu'il remboursera sans délai à la présidence du Bundestag.
Lors du scrutin, elle remporte 35,2 % des suffrages, soit un demi-point de moins que le SPD, qui peut toutefois compter sur les écologistes, qui recueillent 15 % des voix. Elle est élue le 30 mars à la présidence du groupe CDU, devenant ainsi chef de l'opposition au Landtag.

#### Élections de 2016
Lors des élections régionales de 2016, elle est battue par la ministre-présidente sortante SPD Malu Dreyer.

### Présidente du Bundestag
À l'occasion de la séance d'installation de la 21e législature du Bundestag le 25 mars 2025, Julia Klöckner est élue présidente de l'assemblée.